# دانه حسین
دانه حسین عبدالرزاق (زادهٔ ۳ ژانویه ۱۹۸۶) ورزشکار دو و میدانی اهل عراق است.
وی در مسابقات کشوری و بین‌المللی در مجموع برندهٔ ۱ مدال طلا، ۱ مدال نقره، ۱ مدال برنز شده‌است.